# Ruschia exigua
Ruschia exigua är en isörtsväxtart som beskrevs av L. Bol. Ruschia exigua ingår i släktet Ruschia och familjen isörtsväxter. Inga underarter finns listade i Catalogue of Life.